# La Voix du Nord
La Voix du Nord är ett dubbelt studioalbum av den svenska operasångerskan Malena Ernman, utgivet 1 juli 2009. Albumet innehåller två CD-skivor, den första med nyskrivna låtar i ett modernt, poppigare, utförande, och den andra med klassiska operastycken. Albumet innehåller totalt 22 låtar, framförda på en rad olika språk, bland annat svenska, engelska, franska och italienska.

## Låtlista

### CD 1
1. One Step from Paradise
2. La Voix
3. Min plats på jorden
4. Sempre libera
5. What Becomes of Love
6. Un bel di
7. Breathless Days
8. Perdus
9. Tragedy
10. All the Lost Tomorrows
11. La Voix (akustisk version)

### CD 2
1. Quando me'n vo
2. Voi che sapete
3. Solveigs Sang
4. O mio bambino caro
5. Vedrai carino
6. Una voce poco fa
7. Lascia ch'io pianga
8. Caro mio ben
9. Non più mesta
10. Ombra mai fu
11. Dido's lament

## Listplaceringar
| Lista (2009-2010) | Topplacering |
| ----------------- | ------------ |
| Sweden            | 1            |

### Fotnoter
1. ↑  ”La Voix du Nord”. Svensk mediedatabas. 6 mars 2009. https://smdb.kb.se/catalog/id/002538005. Läst 23 juni 2019.
2. ↑  ”La Voix du Nord”. Swedishcharts. 6 mars 2009. http://www.swedishcharts.com/showitem.asp?interpret=Malena+Ernman&titel=La+voix+du+nord&cat=a. Läst 19 november 2014.